# Гавриловцы (Черновицкая область)
Гавриловцы (укр. Гаврилівці) — село в Кицманской городской общине Черновицкого района Черновицкой области Украины.
До 2020 года входило в Кицманский район
Население по переписи 2001 года составляло 341 человек. Почтовый индекс — 59320. Телефонный код — 3736. Код КОАТУУ — 7322583502.